# Oteiza mixtecana
Oteiza mixtecana là một loài thực vật có hoa trong họ Cúc. Loài này được Villaseñor & Panero mô tả khoa học đầu tiên năm 1993.